# Cerje (Vrbovec)
Cerje is een plaats in de gemeente Vrbovec in de Kroatische provincie Zagreb. De plaats telt 207 inwoners (2001).